# 野宮神社

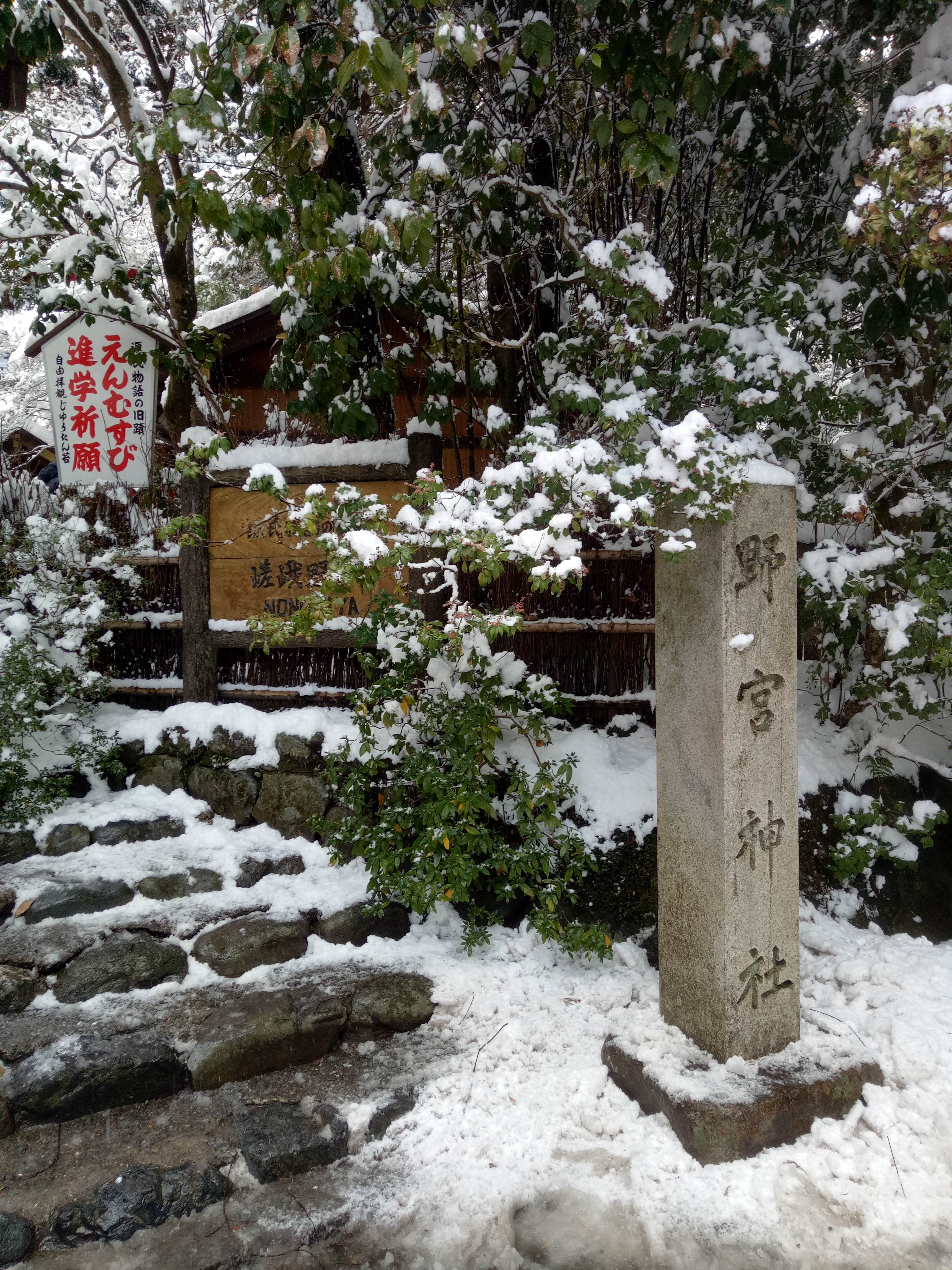
野宮神社

野宮神社（ののみやじんじゃ）是位於日本京都市右京区嵯峨野的神社，社格為村社。
野宮神社由「野宮」發展而來。相傳每當天皇換代，將由未婚的皇室女性(内親王或女王)中挑選代替天皇的「齋宮」到伊勢神宮，擔任祭祀的工作。在出發到伊勢神宮之前，齋宮齋戒沐浴3年的地方稱為「野宮」。